# Borovice rumelská

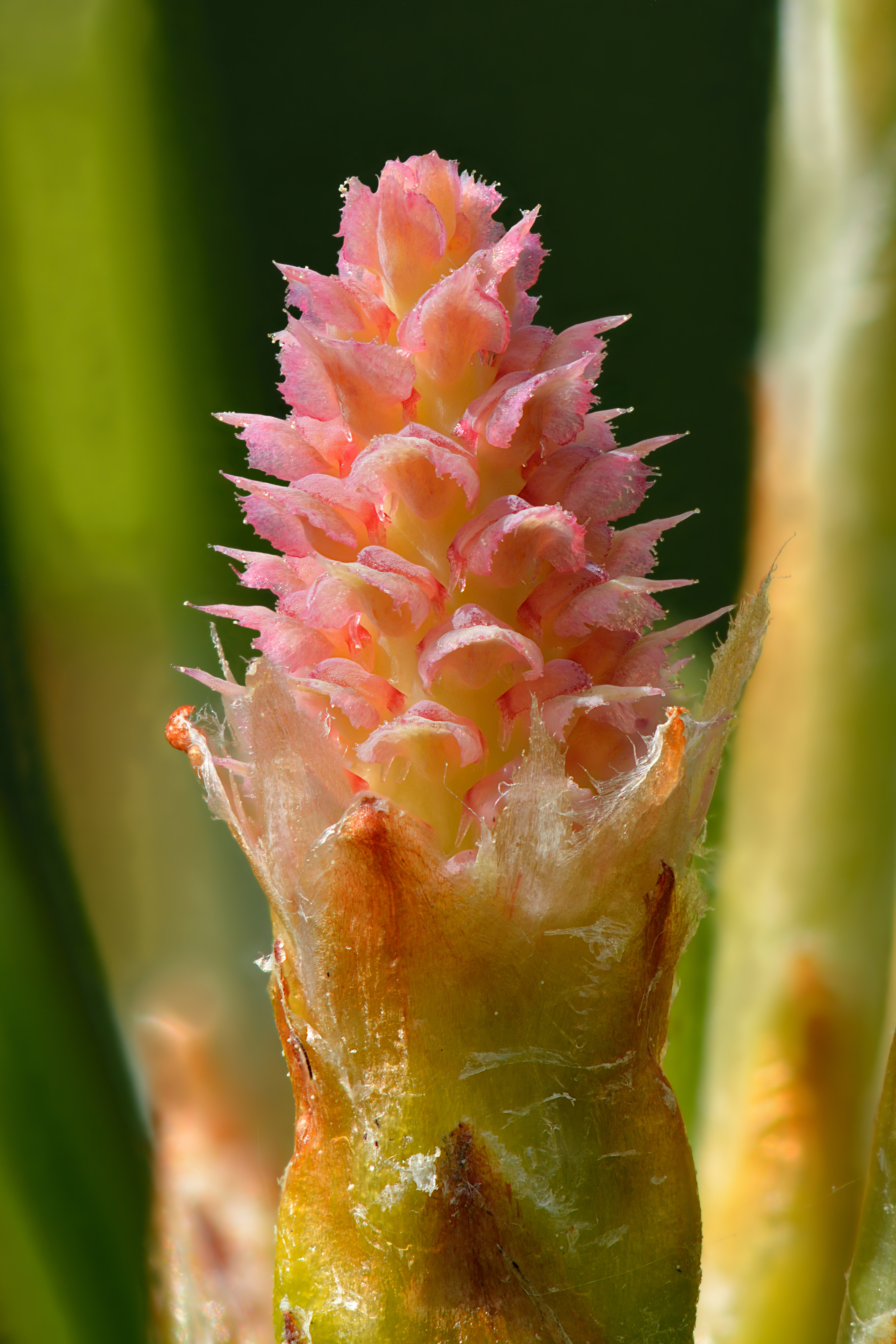

Borovice rumelská (Pinus peuce), též známá jako borovice makedonská, je evropská pětijehličná borovice (balkánský endemit), rostoucí v horských polohách především na Balkáně na žulovém podloží, kde se střídá s borovicí Heldreichovou, která zde roste na vápencích.
Vzhledem a šiškami připomíná borovici vejmutovku.

## Synonyma
- Pinus cembra var. fruticosa Grisebach (1841), Pinus excelsa var. peuce Velenovský (1899)

## Vzhled
Úzce kuželovitý strom, 10–30 m vysoký, zavětvený až k zemi. Koruna je hustě zachvojená, borka tenká, šedohnědá, dole šupinovitá, větve krátké, letorosty světle hnědé, druhým rokem hnědošedé, lysé a lesklé. Pupeny štíhlé, vejčité a špičaté, zasmolené.
Jehlice vyrůstají ve svazečcích po 5, polehlé k větvičkám, jsou šedozelené a dosti tuhé, 7–10 cm dlouhé, s řadami průduchů. Na větvích jsou cca 3 ročníky jehlic. Šišky rostou na konci větví někdy jednotlivě, častěji po 3–4, krátce stopkaté, odstávající nebo převislé, 8–15 × 3–4 cm, světle hnědé, širší a více vejčité než u vejmutovky. Plodní šupiny zřetelně podélně rýhované. Semena malá, vejčitá, s křídlem asi 15 mm dlouhým. Jsou častým objektem zájmu ptáků (křivka obecná, ořešník kropenatý), hlodavců (myšovití) a drobných savců (veverky). Při výsevu je nutné je stratifikovat, ale přesto jich část přeléhá do příštího roku.

## Výskyt
Balkánská pohoří (Albánie, Srbsko a Černá Hora, Severní Makedonie, S Řecko, Z Bulharsko), v nadmořských výškách 800 až 2200 m, kde tvoří horní hranici lesa s klečí a jalovcem.

## Ekologie
Vyskytuje se na žule převážně v monokulturách, někdy jako příměs ve smíšených jehličnatých lesích. Velmi dobře snáší kyselé půdy. Jedná se o třetihorní relikt, v té době byla rozšířena v celé Evropě. V Česku dříve zřídka pěstovaná, v poslední době,[dříve, v poslední době?] díky své flexibilitě a odolnosti vůči rzi vejmutovkové a vůči imisím, je hojně vysazovaná i v lesních porostech v imisních polohách Krušných hor a na rekultivacích na Sokolovsku.

## Využití
Mimo rekultivace a imisní polohy se velmi dobře hodí pro svůj nádherný habitus jako okrasná dřevina do zahrad, parků a okrasných výsadeb, především jako substituce za borovici vejmutovku.